# Рошето (Перуђа)
Рошето је насеље у Италији у округу Перуђа, региону Умбрија.
Према процени из 2011. у насељу је живело 47 становника. Насеље се налази на надморској висини од 291 м.